# World Rugby Pacific Four Series 2022
World Rugby Pacific Four Series 2022 o, più informalmente, Pacific Four Series 2022, fu la 2ª edizione del torneo transcontinentale di rugby a 15 femminile organizzato da World Rugby tra le squadre nazionali di Australia, Canada, Nuova Zelanda e Stati Uniti.
Dopo la prima edizione, ufficialmente a quattro ma tenutasi nel 2021 tra due squadre in Nordamerica a causa della pandemia di COVID-19, la stagione 2022 si tenne a ranghi completi in Nuova Zelanda: le città ospiti furono Tauranga, Auckland e Whangārei, in cui si svolsero le gare rispettivamente della prima, seconda e terza giornata.
Ad aggiudicarsi il titolo furono le padrone di casa delle Black Ferns, che si imposero a punteggio pieno, mentre secondo giunse il Canada, campione uscente.
Il valore delle marcature, come stabilito da World Rugby nel 2017, è: 5 punti per ciascuna meta (7 se trasformata), 7 punti per la meta tecnica, 3 punti per la realizzazione di ciascun calcio piazzato, idem per il drop.

## Squadre partecipanti
- Australia
- Canada
- Nuova Zelanda
- Stati Uniti

## Risultati

### 1ª giornata
| Arbitro: | Lauren Jenner |

|                                                          |    |             |
| DeMerchant 5’, 29’ Buisa 38’, 52’ Holtkamp 49’ Perry 78’ | mt | 9’ Taufo’ou |
| de Goede 29’, 52’, 78’                                   | tr |             |

| Arbitro: | Sara Cox |

|                                                      |      |            |
| Leti-I’Iga 32’, 80+1’ A. Bremner 50’ Olsen-Baker 54’ | mt   | 9’ Patu    |
|                                                      | tr   | 9’ Cramer  |
| Cocksedge 61’                                        | c.p. | 29’ Cramer |

### 2ª giornata
| Arbitro: | Maggie Cogger-Orr |

|                        |      |                             |
| Rogers 35’             | mt   | 60’ Friedrichs 71’ Marsters |
| Cantorna 35’           | tr   | 60’, 71’ Cramer             |
| Cantorna 27’, 42’, 57’ | c.p. |                             |

| Arbitro: | Amber McLachlan |

|  |      |                                      |
|  | mt   | 47’, 77’ Tui 62’ Roos 75’ C. Bremner |
|  | tr   | 75’ Demant                           |
|  | c.p. | 13’, 16’ Tubic                       |

### 3ª giornata
| Arbitro: | Lauren Jenner |

|             |      |                                     |
| Marsters 4’ | mt   | 39’ Tuttosi 45’ Pelletier 78’ Ellis |
| Cramer 4’   | tr   | 39’, 78’ de Goede                   |
| Cramer 13’  | c.p. | 64’ de Goede                        |

| Arbitro: | Julianne Zussman |

|                                                                                           |      |                |
| Leti-I’iga 2’, 23’, 59’ Marino-Tauhinu 6’ Holmes 31’ Brunt 40’ Reynolds 51’ Wickliffe 78’ | mt   |                |
| Demant 6’ Holmes 31’ Tubic 51’, 59’, 78’                                                  | tr   |                |
|                                                                                           | c.p. | 5’, 28’ Foster |

## Classifica
| Pos | Squadra       | G | V | N | P | PF  | PS  | DP  | BMP | Pt |
| --- | ------------- | - | - | - | - | --- | --- | --- | --- | -- |
| 1   | Nuova Zelanda | 3 | 3 | 0 | 0 | 101 | 16  | +85 | 3   | 15 |
| 2   | Canada        | 3 | 2 | 0 | 1 | 58  | 43  | +15 | 1   | 9  |
| 3   | Stati Uniti   | 3 | 1 | 0 | 2 | 27  | 100 | −73 | 0   | 4  |
| 4   | Australia     | 3 | 0 | 0 | 3 | 34  | 61  | −27 | 1   | 1  |